# Таджикская советская энциклопедия
Таджикская советская энциклопедия (тадж. Энциклопедияи советии тоҷик) — первое универсальное энциклопедическое издание на таджикском языке. Записано кириллицей.

## История
В 1974 году была создана Главная редакция Таджикской советской энциклопедии, которая в том же году выпустила однотомник «Таджикская Советская Социалистическая Республика». Вторая, дополненная, редакция вышла в 1984 году на русском языке (в обоих изданиях главный редактор — М. С. Асимов).
Основные тома публиковались Главной редакцией Таджикской советской энциклопедии в 1978—1988 годах. Всего было издано 8 томов. Главным редактором являлся академик и президент Академии наук Таджикской ССР Мухамед Сайфитдинович Асимов (до 1977 года главным редактором являлся Азизи-Мешкин Мухамед Азиз).

## Содержание
Энциклопедия охватывает почти все области знания, но, согласно советским традициям издания энциклопедий, в подаче фактов и подробностях изложения материала заметно влияние коммунистической идеологии.
| Том | Оригинальное название                                         | Год издания | Ссылка        |
| --- | ------------------------------------------------------------- | ----------- | ------------- |
| 1   | Энсиклопедияи Советии Тоҷик. Ҷилди I (А — ГАВҲАР)             | 1978        | ЭСТ. Том I    |
| 2   | Энсиклопедияи Советии Тоҷик. Ҷилди II (ГАВҲАРАК — ИРЛАНД)     | 1980        | ЭСТ. Том II   |
| 3   | Энсиклопедияи Советии Тоҷик. Ҷилди III (ИРЛАНДИЯ — ЛЕНИННОМА) | 1981        | ЭСТ. Том III  |
| 4   | Энсиклопедияи Советии Тоҷик. Ҷилди IV (ЛЕНИННОМА — МУҲИТ)     | 1983        | ЭСТ. Том IV   |
| 5   | Энсиклопедияи Советии Тоҷик. Ҷилди V (МУҲИТ — ПЛЕХАНОВ)       | 1984        | ЭСТ. Том V    |
| 6   | Энсиклопедияи Советии Тоҷик. Ҷилди VI (ПЛЕШКО — САҚИЛ)        | 1986        | ЭСТ. Том VI   |
| 7   | Энсиклопедияи Советии Тоҷик. Ҷилди VII (САҚОФӢ — ХОВАЛИНГ)    | 1987        | ЭСТ. Том VII  |
| 8   | Энсиклопедияи Советии Тоҷик. Ҷилди VIII (ХОВАЛИНГ — ҶӮЯК)     | 1988        | ЭСТ. Том VIII |